# زينب عيسى
زينب عيسى (1959 - )، كاتبة ومؤلفة لبنانية من جبل عامل (جنوب لبنان) لها العديد من الكتب الإسلامية، بالإضافة أي كونها شاعرة وأديبة.

## ولادتها
ولدت زينب عيسى في العام 1959 ميلادي في بلدة حداثا وهي إحدى قرى جبل عامل في الجنوب اللبناني.

## مؤلفاتها
لها العديد من المؤلفات طغى عليها الجانب الديني، ومن مؤلفاتها:
1. لماذا زينب
2. العباس بن علي
3. علي بن الحسين
4. محمد الباقر
5. سكينة بنت الحسين
6. حب الحسين
7. إني فاطمة
8. محمد الجواد
9. على الهادي
10. الحسن بن علي
11. موسى بن جعفر
12. مجموعة شعرية
13. الإعاقة والعدوانية